# Škoda 15Tr
Škoda 15Tr este un model de troleibuz fabricat în Cehoslovacia și mai apoi în Cehia în perioada 1988–2004 (prototipuri au fost construite la mijlocul anilor '80, iar din 1995 a fost produs în versiunea modernizată 15TrM) în fabrica Škoda din Ostrov.

## Galerie
|  |  |  |  |  |